# صفی اصفهانی
صفی بن قاسم اصفهانی همچنین مشهور به صفیا (؟ - ۱۶۱۹م) شاعر و صوفی ایرانی بود.

## زندگی
صفی اصفهانی در سالی نامعلوم در اصفهان زاده شد. او روابطی با حکیم شفایی اصفهانی داشته و در آغاز جوانی به گردش پرداخت و در مدتی در شهرهای هندوستان به «درویشی و قلندری» گذرانید و سرانجام به خدمت زمانه‌بیگ مهابت جان، حاکم وقت، رسید و نزد او جایگاهی یافت. تذکره‌های فارسی او را «مردی بسیار نیک‌سیرت و بلندهمت» توصیف نموده‌اند که «هیچ‌گاه زیر بار منت نمی‌رفت و لب به تملق و چاپلوسی نمی‌گشود.»

صفی اصفهانی بیشتر به سرودن مثنوی پرداخت، از مثنوی‌های مشهور او یکی در بحر خسرو و شیرین نظامی است که با بیت «خدواندا به عشقم رهبری کن/ خدایی کرده‌ای، پیغمبری کن» آغاز می‌شود. در بحر مثنوی مولوی نیز سروده است. ساقی‌نامه‌ای از او ذکر شده و دیوانش تا ۶ هزار بیت می‌رسد.

صفی اصفهانی در سال ۱۰۲۸ق/۱۶۱۹م در کابل درگذشت و همان‌جا دفن شد؛ ماده‌تاریخ آن از نظمی تبریزی:
| صفی اصفهانی، آن استاد |  | که چنو مادر زمان کم زاد  |
| تا جفای سپهر دون‌پرور  |  | داد خاک وجود او بر باد   |
| نکته‌سنجی برای تاریخش  |  | خوش رقم زد:بهشت جایش باد |